# Trial de Sant Llorenç 1996
L'edició de 1996 del Trial de Sant Llorenç fou la 30a d'aquesta prova, organitzada pel Motor Club Terrassa. El trial era la cinquena prova del Campionat d'Espanya d'aquell any i tingué lloc el 30 de juny a Vandellòs,
Baix Camp. Hi participaren diversos pilots, els quals hagueren de superar 18 zones repartides al llarg d'un recorregut que calia completar 2 vegades.
En aquella ocasió, el Motor Club Terrassa comptà amb la col·laboració del Moto Club Vandellós per a l'organització de l'esdeveniment. Per segon any consecutiu, el trial no puntuava per al mundial de la disciplina i s'havia de conformar a fer-ho per a l'estatal, ja que aquella temporada, el Gran Premi d'Espanya se celebrà a Navacerrada (Castella).
El guanyador en fou Amós Bilbao, mentre Marc Colomer es lesionà durant la prova i acabà sisè.

## Classificació
| Posició | Pilot        | Motocicleta | Punts |
| ------- | ------------ | ----------- | ----- |
| 1       | Amós Bilbao  | Gas Gas     | ?     |
| [..]    |              |             |       |
| 6       | Marc Colomer | Montesa     | ?     |
| [..]    |              |             |       |